# Alfa-Caroteno
El α-caroteno es una forma de caroteno con un anillo β- ionona en un extremo y un anillo α- ionona en el extremo opuesto. Es la segunda forma más común de caroteno. 

## Fisiología humana
En adultos estadounidenses y chinos, la concentración media de α-caroteno en suero fue de 4.71 µg/dL. Incluyendo 4.22 µg/dL entre hombres y 5.31 µg/dL entre las mujeres.